# 柴沼潤
柴沼 潤（しばぬま じゅん、1990年3月27日 - ）は日本のフリークライマー。

## 概要
京都大学入学とともにクライミングを始める。自然の岩場でのボルダリングを中心に活動し、バベル(塩原)、The Dagger（クレシアーノ）、UMA（塩原）、アガルタ（豊田）、ククゼン（御手洗）など多数の五段以上の高難度のボルダー課題を完登している。大学時代にキャンパストレーニングをやり込み、"キャンパスの達人"と言われる。2016年に会社員にしてボルダリング・ワールドカップに出場したが、2017年に会社員を辞めた。片手懸垂師を名乗り、片手で懸垂23回の記録を持つ。回文作家でもあり、2023年からクライミング雑誌『ROCK & SNOW』に回文の連載をしている。

## クライミング歴
- 2013年5月 御手洗渓谷 ククゼン（五段）初登[7][3]。
- 2014年11月 瑞牆山"ミネルヴァ"(五段)を完登[8]。同日に"クリムゾンフレイム"(四段)、"言葉と物"(四段)を完登[8]。
- 2016年4月 IFSCボルダリング・ワールドカップ加須大会 60位[5]
- 2017年6月 南アフリカ ロックランズAir Star（8B）完登[2]。
- 2017年10月 メキシコ サラザールSensei（V11）完登[3]。
- 2018年1月 静岡県某所 白昼夢（V10）初登[9]
- 2018年5月 塩原・野立岩 バベル(五段+/V15)、ユーマ(五段/V14)を完登[10]。
- 2018年10月 塩原 ヒドラ(五段)を完登[11]。
- 2020年2月 豊田 シャンバラ（五段+）を完登[12]。
- 2024年7月 カナダスコーミッシュのドリームキャッチャー(5.14d)完登[13]、ブラジルOrigens(8C+)第3登[14]。